# Oliver Dörr
Oliver Dörr (* 1964 in West-Berlin) ist ein deutscher Jurist.

## Leben
Von 1983 bis 1988 studierte er Rechtswissenschaft an der FU Berlin und absolvierte 1988/1989 ein Aufbaustudium an der London School of Economics. Von 1989 bis 1992 absolvierte er den juristischen Vorbereitungsdienst im Bezirk des Kammergerichts. Nach der Promotion 1995 an der FU Berlin bei Albrecht Randelzhofer und der Habilitation 2002 ebendort mit der venia legendi für Öffentliches Recht, Völkerrecht und Europarecht ist er seit 2004 Inhaber des Lehrstuhls für Öffentliches Recht, Europarecht, Völkerrecht und Rechtsvergleichung an der Universität Osnabrück.

## Schriften (Auswahl)
- Die Inkorporation als Tatbestand der Staatensukzession. Duncker & Humblot, Berlin 1995, ISBN 3-428-08552-3.
- Der europäisierte Rechtsschutzauftrag deutscher Gerichte. Artikel 19 Absatz 4 GG unter dem Einfluß des europäischen Unionsrechts. Tübingen 2003, ISBN 3-16-148008-2.
- Kompendium völkerrechtlicher Rechtsprechung. Eine Auswahl für Studium und Praxis. Tübingen 2014, ISBN 3-16-153677-0.
- mit Christofer Lenz: Europäischer Verwaltungsrechtsschutz. Baden-Baden 2019, ISBN 3-8329-6519-X.